# 微異瓷蟹
微異瓷蟹（学名：Aliaporcellana pygmaea）为瓷蟹科異瓷蟹屬下的一个种。